# Oscar Garré
Oscar Alfredo Garré (* 9. prosinec 1956, Valentín Alsina, Lanús, Buenos Aires) byl argentinský fotbalista. Nastupoval většinou na postu obránce.
S argentinskou reprezentací vyhrál mistrovství světa v Mexiku roku 1986.. V národním mužstvu odehrál 39 utkání.
S klubem Ferro Carril Oeste z Buenos Aires se stal dvakrát mistrem Argentiny (1982, 1984), s Hapoel Kfar-Saba získal izraelský pohár.
Po skončení hráčské kariéry se stal trenérem.